# 고스기 도시유키
고스기 도시유키(일본어: 小杉 敏之, 1968년 6월 20일 ~ )는 일본의 전 축구 선수이다.

## 구단 경력
1992년 J1리그의 나고야 그램퍼스 에이트에 입단했다. 1995년까지 63경기에 나서 2득점을 기록했다. 1996년 재팬 풋볼 리그의 브럼멜 센다이로 이적했다. 1997년후 현역 은퇴.